# HMS Trusty
HMS „Trusty” – XIX-wieczny okręt Royal Navy, pierwszy okręt posiadający uzbrojenie umieszczone w wieży artyleryjskiej.
„Trusty” został zbudowany jako jedna z ośmiu „pływających baterii” (floating battery) w czasie wojny krymskiej. Kadłub był konstrukcji drewnianej, obłożony 4-calowym, kutym pancerzem. Okręt napędzany był maszyną parową o mocy 150 koni mechanicznych i pojedynczą śrubą. Jego maksymalna prędkość wynosiła jedynie 4 węzły i musiał być holowany podróżując na dłuższe dystansy. Początkowo był uzbrojony w 14 armat 68-funtowych.
Koniec XIX wieku był okresem bardzo szybkiego rozwoju myśli technicznej związanej z technologią okrętową, powstało wówczas szereg rewolucyjnych konstrukcji i rozwiązań jak francuski okręt „La Gloire” czy angielski HMS „Warrior”. Kolejnym przełomowym rozwiązaniem był zaproponowany przez kapitana Royal Navy Cowpera Phippsa Colesa pomysł opancerzonej wieży artyleryjskiej.
Pierwszy projekt okrętu wyposażonego w wieże artyleryjskie powstał w 1859 i pomimo że odrzucono projekt samego okrętu, już we wrześniu lub październiku tego roku brytyjska Admiralicja zleciła konstrukcję jednej wieży.
Prototyp powstał dopiero w 1861 i został zamontowany na pokładzie HMS „Trusty”. Wieża mierzyła 15 stóp przy podstawie, miała pochylone pod kątem 45° ściany z grubego na 4,5 cala żelaza, uzbrojona została w 40-funtową armatę Armstronga. Próby wykazały bardzo wysoką sprawność strzelania oraz wytrzymałość wieży – bez szwanku przetrwała 35 trafień: 31 z armaty 100-funtowej oraz 4 z armaty 68-funtowej.